# II. legija Armeniaca
Druga armenska legija (latinsko Legio II Armeniaca), legija poznega Rimskega cesarstva.
Njeno ime bi lahko pomenilo, da je bila stacionirana v rimski provinci Armeniji. Kasneje je bila skupaj s svojo dvojčico I. armensko legijo prestavljena v rimsko mobilno armado kot pseudocomitatensis. V Armeniji je ob Tigrisu zgradila tabor v Satali. Amijan Marcelin piše, da je bila leta 360, ko je partski kralj Šapur II. oblegal Bezabdo, skupaj z II. legijo Flavia Virtutis in II. partsko legijo v obleganem mestu. Ko je Šapur osvojil mesto, je pobil veliko njegovih prebivalcev. II. armenska legija je napad očitno preživela, ker Notitia Dignitatum  omenja, da je bila konec 4. stoletja podrejena duksu Mezopotamije.

## Vir
- Legio II Armeniaca Arhivirano 2011-05-14 na Wayback Machine., livius.org.